# Polo (Missouri)
Polo é uma cidade localizada no estado americano de Missouri, no Condado de Caldwell.

## Demografia
Segundo o censo americano de 2000, a sua população era de 582 habitantes.
Em 2006, foi estimada uma população de 605, um aumento de 23 (4.0%).

## Geografia
De acordo com o United States Census Bureau tem uma área de
1,5 km², dos quais 1,5 km² cobertos por terra e 0,0 km² cobertos por água.

## Localidades na vizinhança
O diagrama seguinte representa as localidades num raio de 24 km ao redor de Polo.